# 6월 11일
6월 11일은 그레고리력으로 162번째(윤년일 경우 163번째) 날에 해당한다.

## 사건
- 기원전 1184년 - 트로이아 전쟁: 트로이아가 그리스의 오디세우스에게 함락되다.
- 1455년 - 단종이 수양대군에게 전위하여 세조가 즉위하다. (율리우스력 7월 25일)
- 1522년 - 조선 중종 17년, 전라도 신달량(新達梁)에 왜선이 침입하다.
- 1559년 - 조선 명종 14년, 제주에 침입한 왜선 2척을 나포하다.
- 1583년 - 조선 선조 16년, 김지(金墀)가 새로 만든 승자총통을 여진과의 싸움에 사용하다.
- 1662년 - 조선 현종 3년, 충청도에 큰비가 내려 진천(鎭川)·보은(報恩) 등의 인가가 떠내려가다.
- 1729년 - 조선 영조 5년, 오가작통법(五家作統法)·이정법(里定法)·호적법(戶籍法)을 강화하다.
- 1894년 - 
  - 조선 고종 31년, 내정을 개정할 교정청이 설치됐다.
  - 동학농민운동: 동학농민군과 조선 정부가 전주 화약을 맺다.
- 1901년 - 쿡 제도가 뉴질랜드의 속령이 되다.
- 1925년 - 조선총독부·중국 동북 정권(중국 펑톈성) 간 미쓰야 협약(三矢協約)을 체결하여, 한국 독립운동가를 단속하다.
- 1927년 - 한국의 독립운동: 평안남도의 독립운동단체 흑전사가 조직활동을 시작하였다.
- 1959년 - 한일 관계: 유태하 주일 대사가 대일 무역의 단절을 공포하다.
- 1963년 - 베트남의 승려 틱꽝득이 남베트남의 불교 탄압 정책에 항의하는 뜻으로 사이공의 미국 대사관 앞에서 분신 자살하다.
- 1976년 - 대한민국, 김영삼이 신민당 총재직에서 물러났다.
- 2001년 -
  - 이탈리아의 실비오 베를루스코니가 78번째 총리에 취임했다.
  - 미국 오클라호마 연방청사 테러범 티모시 맥베이에 대한 사형이 집행되었다.
- 2003년 - 예루살렘에서 자살 폭탄 테러로 17명이 사망했다.
- 2008년 - 수단에서 에어버스 A310 여객기가 추락하여 30여명이 사망하였다.
- 2010년 -
  - 키르기스스탄 오시에서 6월 10일 밤부터 시작된 키르기스계와 우즈베키스탄계 간의 민족 분규로 최소 37명이 사망하고 500여명이 다쳤다고 키르기스 보건부가 밝혔다.
- 2011년 - 조선민주주의인민공화국 주민 9명이 소형 선박을 타고 서해 우도 해상으로 대한민국으로 넘어왔다. 이들은 대한민국으로의 귀순 의사를 표명하였다.
- 2012년 - 아프가니스탄에서 지진이 여러 차례(영문판) 발생하여 최소 80명이 사망하다.
- 2023년 - 대한민국, 강원도가 폐지되고 강원특별자치도로 출범하였다.

## 문화
- 1433년 - 조선 세종 15년, 《향약집성방(鄕藥集成方》을 유효통(兪孝通)·노중례(盧重禮)·박윤덕(朴允德)이 편찬하다.
- 1761년 - 조선 영조 37년, 황해도 해주의 수양산 형제동(首陽山兄弟洞)에 백이(伯夷)·숙제(叔齊)를 제사지낼 사우를 만들어 청성묘(淸聖廟)를 만든 지 회갑(回甲)이 되어 제사 지내게 하다.
- 1990년 - 대한민국, TBS FM 라디오 방송 개국.
- 2002년 - 1998년 FIFA 월드컵 우승국 프랑스가 2002년 FIFA 월드컵에서 덴마크에 0:2로 패배해 결국 1무 2패(무득점, 3실점)로 탈락하였다.
- 2009년 - 대한민국 교육과학기술부가 전남 고흥군 봉래면 외나로도 소재에 나로우주센터를 준공했다. 대한민국은 13번째 우주센터 보유 국가가 되었다.
- 2010년 - 남아프리카 공화국에서 2010년 FIFA 월드컵이 개막되었다. (~7월 11일)
- 2015년 - 2015년 코파 아메리카가 칠레에서 개막하였다.

## 탄생
- 1456년 - 잉글랜드의 왕족 앤 네빌. (~1485년)
- 1572년 - 영국의 극작가, 시인, 비평가 벤 존슨. (~1637년)
- 1662년 - 일본의 에도 막부 제6대 쇼군 도쿠가와 이에노부. (~1712년)
- 1776년 - 영국의 화가 존 컨스터블. (~1837년)
- 1864년 - 독일의 작곡가 리하르트 슈트라우스. (~1949년)
- 1880년 - 대한민국의 독립운동가, 정치인 이경희. (~1949년)
- 1888년
  - 독일의 법학자, 정치학자 카를 슈미트. (~1985년)
  - 미국의 야구 선수  클로드 데릭. (~1974년)
- 1890년
  - 대한민국의 독립운동가 및 정치인 송진우. (~1945년)
  - 헝가리의 정치인 미클로시 벨러. (~1948년)
- 1902년 - 대한민국의 군인 장석진. (~1990년)
- 1918년 - 잉글랜드의 축구 선수, 축구 감독 조 하비. (~1989년)
- 1925년 - 미국의 작가 윌리엄 스타이런. (~2006년)
- 1928년 - 일본의 서예가 아베 요코. (~2024년)
- 1933년 - 미국의 배우 진 와일더. (~2016년)
- 1934년 - 덴마크의 왕자 덴마크 여왕 부군 헨리크. (~2018년)
- 1937년
  - 미국의 수학자 데이비드 멈퍼드.
  - 미국의 영화배우 자니 브라운. (~2022년)
  - 오스트레일리아의 병리학자 로빈 워런. (~2024년)
- 1939년 - 대한민국의 역사학자 윤내현. (~2025년)
- 1940년 - 짐바브웨의 정치인 펠레케젤라 음포코. (~2024년)
- 1949년 - 대한민국의 가수 한백희. (~2006년)
- 1954년 - 대한민국의 전 프로레슬링 선수 이왕표. (~2018년)
- 1955년 - 소련의 육상 선수 유리 세디흐. (~2021년)
- 1959년 - 영국의 배우 휴 로리.
- 1962년 - 일본의 성우, 배우, 가수 세키 토시히코.
- 1963년
  - 대한민국의 기업인 김상헌.
  - 미국의 영화 제작자 그레그 호프먼. (~2005년)
- 1964년 - 미국의 배우 맷 해논.
- 1965년 - 일본의 가수 겸 배우 사와구치 야스코.
- 1966년 - 대한민국의 미스 코리아 대구 진(眞) 출신 권민경.
- 1969년 - 미국의 배우 피터 딘클리지.
- 1971년
  - 대한민국의 성우 류점희.
  - 일본의 성우 츠다 켄지로.
- 1972년 - 대한민국의 성우 박소라.
- 1973년
  - 대한민국의 아나운서 이주연.
  - 대한민국의 가수 한영주.
- 1974년 - 미국의 래퍼 DJ 샤인 (드렁큰 타이거).
- 1975년
  - 대한민국의 전 아나운서, 방송인 한석준.
  - 대한민국의 배우 최지우.
- 1976년 - 일본의 성우, 싱어송라이터 쿠리바야시 미나미.
- 1977년
  - 대한민국의 배우 김희선.
  - 미국의 배우 라이언 던. (~2011년)
- 1979년 - 에스토니아의 조정 선수 터누 엔드렉손.
- 1980년
  - 대한민국의 배우 임예원.
  - 대한민국의 가수 군조.
  - 대한민국의 배우 최동균.
- 1981년
  - 대한민국의 가수 요조.
  - 대한민국의 농구 선수 김현중.
- 1982년
  - 대한민국의 가수 보나.
  - 미국의 농구 선수 다이애나 토라시.
  - 대한민국의 전직 스타크래프트 프로게이머 이운재.
  - 대한민국의 배우 허준석.
- 1983년
  - 대한민국의 쇼트트랙 선수 서호진.
  - 미국의 랩가수 2 피스톨스.
- 1984년
  - 대한민국의 가수 박세진.
  - 일본의 축구 선수 야나기자키 쇼헤이.
- 1986년
  - 미국의 배우 샤이아 러버프.
  - 대한민국의 래퍼 뉴챔프.
- 1987년
  - 대한민국의 전직 스타크래프트 프로게이머 이승훈.
  - 독일의 축구 선수 곤살로 카스트로.
- 1988년
  - 일본의 배우, 모델, 가수 아라가키 유이.
  - 대한민국의 바둑 기사 이현호.
- 1990년
  - 대한민국의 배우 강수진.
  - 대한민국의 배우 고경표.
- 1991년 - 일본의 가수 토노오카 에리카.
- 1992년
  - 대한민국의 전직 스타크래프트 프로게이머 강현우.
  - 이탈리아의 축구 선수 다비데 차파코스타.
- 1993년
  - 일본의 성우 오오츠보 유카.
  - 대한민국의 모델, 미술가 송우주.
  - 대한민국의 배우 최우혁.
- 1994년 - 스페인의 배우 이바나 바케로.
- 1996년
  - 대한민국의 야구 선수 김민수.
  - 일본의 배우 제시.
- 1997년
  - 대한민국의 축구 선수 김동현.
  - 스페인의 축구 선수 우나이 시몬.
- 1998년
  - 대한민국의 바둑 기사 오유진.
  - 대한민국의 성소수자 군인 변희수. (~2021년)
- 1999년 - 독일의 축구 선수 카이 하베르츠.
- 2002년 - 대한민국의 가수 위시.
- 2004년 - 미국의 가수 레이 뱅크즈.
- 2010년 - 대한민국의 가수 서아.
- 2016년 - 대한민국의 아역배우 신수아.

## 사망
- 1712년 - 프랑스의 원수 루이조제프 드 부르봉 드 방돔 공작. (1654년~)
- 1727년 - 영국의 국왕 조지 1세. (1660년~)
- 1859년 - 오스트리아의 정치인 클레멘스 폰 메테르니히 후작. (1773년~)
- 1924년 - 프랑스의 작곡가 테오도르 뒤부아. (1837년~)
- 1936년 - 미국의 작가 로버트 E. 하워드. (1906년~)
- 1942년 - 한국의 독립운동가 송영근. (1897년~)
- 1950년 - 대한민국의 작가, 소설가 채만식. (1902년~)
- 1964년 - 태국의 독재자, 정치인 쁠랙 피분송크람. (1897년~)
- 1967년 - 독일의 심리학자 볼프강 쾰러. (1887년~)
- 1970년 - 러시아 혁명가, 총리 알렉산드르 표도로비치 케렌스키. (1881년~)
- 1979년 - 미국의 영화 배우 존 웨인. (1907년~)
- 1992년 - 콜롬비아의 가수 라파엘 오로스코 마에스트레. (1954년~)
- 1999년 - 대한민국의 음악가 김세형. (1904년~)
- 2001년 - 미국의 오클라호마 연방청사 테러범 티머시 맥베이. (1968년~)
- 2003년 - 미국의 저널리스트 데이비드 브링클리. (1920년~)
- 2013년 - 대한민국의 공무원 안정남. (1941년~)
- 2015년 - 미국의 프로레슬링 선수 더스티 로즈. (1945년~)
- 2019년 - 미국의 경제학자 마틴 펠드스타인. (1939년~)
- 2022년 - 일본의 성우 타키자와 쿠미코. (1952년~)
- 2023년
  - 대한민국의 뮤지컬 배우 박수련. (1994년~)
  - 일본의 정치인 아오키 미키오. (1934년~)
- 2024년
  - 미국의 가수, 배우, 작가 프랑수아즈 아르디. (1944년~)
  - 중국의 항공우주과학자 왕용즈. (1932년~)
  - 미국의 영화배우 토니 로 비안코. (1936년~)
- 2025년 - 미국의 음악가 브라이언 윌슨. (1942년~)

## 기념일
- 카메하메하 데이(영어판): 하와이
- 프린스 헨릭(Henrik, Prince Consort of Denmark) 탄생일: 덴마크

## 같이 보기
- 전날: 6월 10일 다음날: 6월 12일 - 전달: 5월 11일 다음달: 7월 11일
- 음력: 6월 11일
- 모두 보기